# ジョン・ホール (物理学者)
ジョン・ルイス・ホール（John Lewis Hall、1934年8月21日 - ）は、アメリカ合衆国の物理学者。コロラド大学ボールダー校講師、アメリカ国立標準技術研究所 (NIST) 上級研究員。 「光周波数コム（櫛）技術などのレーザーを用いた精密な分光法の発展への貢献」により、2005年のノーベル物理学賞をテオドール・ヘンシュとともに受賞した。

## 来歴
コロラド州デンバー出身。1956年にカーネギー工科大学卒業、同大学院から1958年に物理学の修士号、1961年にPh.D.を取得した。その後、博士研究員として商務省国立標準局（NBS、現在のNIST）で研究を行い、1962年から1971年まで研究者として勤務した。また、1967年以後はコロラド大学ボールダー校で教鞭を執った。現在はコロラド大学ボールダー校物理学部講師、同校宇宙物理学複合研究所（JILA: Joint Institute for Laboratory Astrophysics）研究員、アメリカ国立標準技術研究所上級研究員を務めている。
ホールは、「静的レーザー分野における先駆的な、基礎物理学への適用を含む、フェムト秒レーザーの安定化による光周波数計測学の劇的な進歩への貢献」に対して、2002年にアメリカ光学会のマックス・ボルン賞を受賞、1984年のチャールズ・ハード・タウンズ賞、1993年のアーサー・L・ショーロー賞等、その業績に対していくつかの賞を受けている。
またホールは、2001年にエリック・コーネルとカール・ワイマンが「希薄なアルカリ原子ガスでのボース＝アインシュタイン凝縮の実現および凝縮体の性質に関する基礎的研究」によって受賞したのに次ぐ、JILAからの3人目のノーベル物理学賞受賞者となった。